# Pah Wongso
Pah Wongso (伯王梭S, Bó WángsuōP), pseudonimo di Louis Victor Wijnhamer (Tegal, 11 febbraio 1904 – Giacarta, 13 maggio 1975), è stato un attivista, attore, educatore e uomo di medicina indonesiano.
Di etnia indo, fu una personalità estremamente popolare all'interno della comunità cinese di quelle che all'epoca erano le Indie orientali olandesi (e che successivamente divennero l'Indonesia). Educato a Semarang e Surabaya, iniziò il suo lavoro sociale nei primi anni trenta, sfruttando le arti tradizionali come il wayang golek per sensibilizzare le persone circa cause e questioni inerenti, tra le altre, la monogamia e l'astinenza. Nel 1938 fondò una scuola per i bambini più poveri e raccolse delle donazioni per la Croce Rossa per inviare degli aiuti alla Cina.
Alla fine di quell'anno, Pah Wongso fu accusato di estorsione e per la sua difesa legale venne creato un fondo, che però lui decise di usare al fine di aprire un altro edificio scolastico, a cui seguì un centro per l'impiego nel 1939. Nel 1941, la casa di produzione Star Film realizzò due film incentrati sulla sua vicenda e da lui stesso interpretati, Pah Wongso Pendekar Boediman e Pah Wongso Tersangka. Durante l'occupazione giapponese delle Indie orientali olandesi nel marzo del 1942, fu imprigionato in una serie di campi di concentramento nel sud-est asiatico. Venne rimpatriato soltanto dopo la guerra e continuò a raccogliere fondi per la Croce Rossa e a gestire l'ufficio di collocamento fino alla morte.

## Biografia

### La formazione e i primi lavori sociali per la Cina (1904-1938)

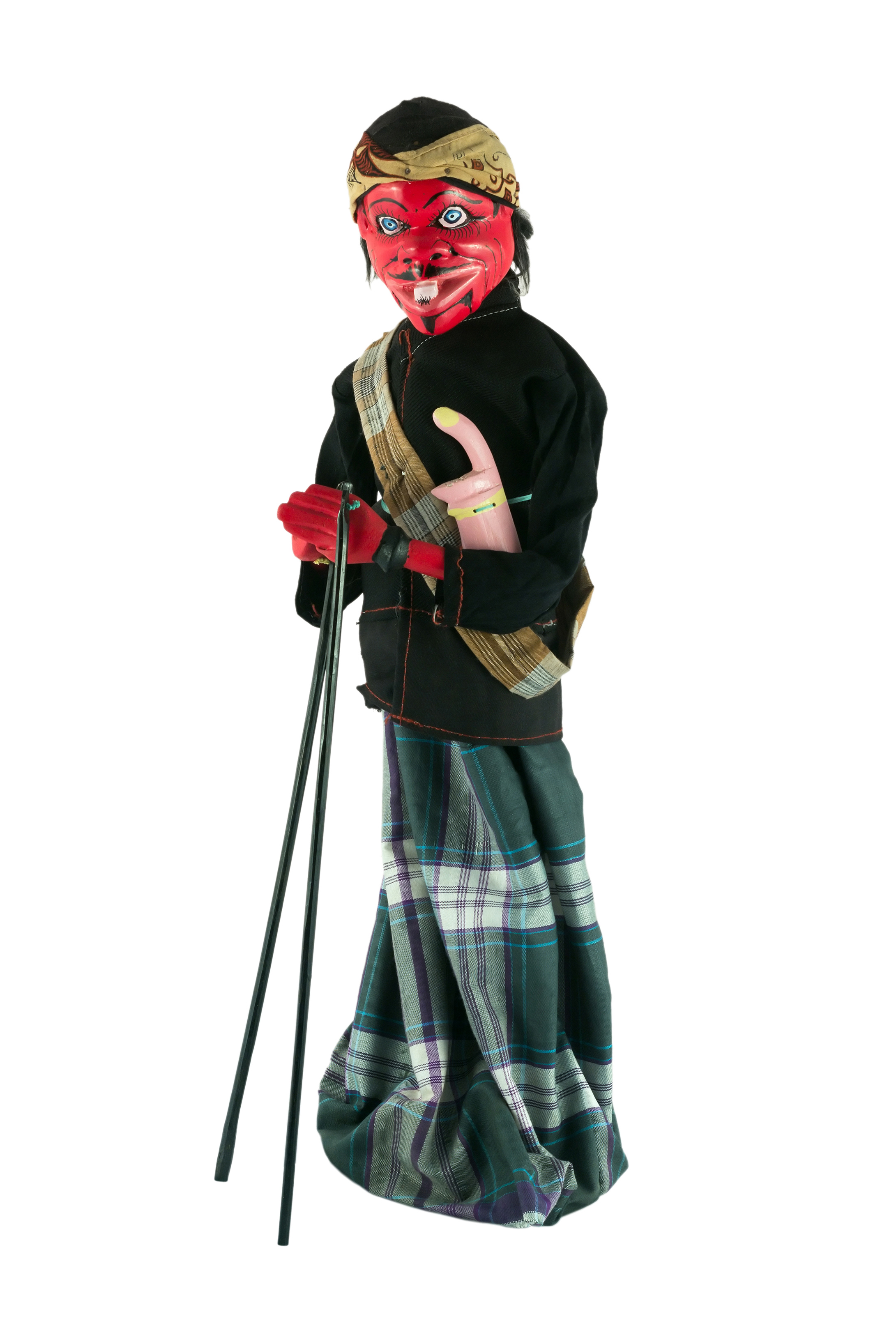
Un burattino del wayang golek sundanese, del tipo utilizzato da Pah Wongso per i suoi spettacoli

Louis Victor Wijnhamer, di discendenza indo, nacque l'11 febbraio 1904 a Tegal, nel Giava Centrale, nelle Indie orientali olandesi. Suo padre era Louis Gregorius Wijnhamer (30 ottobre 1881-30 agosto 1932), un amministratore etnico olandese originario di Surabaya che si era sposato il 20 maggio 1903 con l'insegnante Johanna Francina Ihnen (28 settembre 1882-12 febbraio 1972) e che, dopo aver lavorato come impiegato a tempo determinato nelle stazioni confinanti di Cirebon e Semarang, si recò prima a Brebes e poi si stabilì definitivamente a Batavia (ora Giacarta). In questo periodo, il giovane Victor studiò alla Hogere Burgerschool di Semarang e frequentò per un breve periodo la Suikerschool di Surabaya; nella capitale invece, tra il 1927 e il 1937, lavorò come amanuense presso la School tot Opleiding van Inlandsche Artsen.
All'inizio degli anni trenta si era scelto il soprannome Pah Wongso, e si fece riconoscere nel Giava Occidentale per la sua grande determinazione nel trattare di argomenti di carattere sociale: promosse la monogamia, diffuse la fiducia nella medicina occidentale e lottò contro il gioco d'azzardo e l'uso di oppiacei e alcolici. Per venire incontro alla popolazione locale, che nella grande maggioranza dei casi era analfabeta, usava spesso il wayang golek sundanese, un teatro di burattini con giochi di ombre. Questa attività sociale (finanziata principalmente attraverso la vendita delle arachidi fritte, dette kacang goreng) lo rese un vero e proprio poliglotta, in grado col tempo di parlare fluentemente l'olandese, il malese e il giavanese e di avere una certa padronanza del cinese e del giapponese.
Nel 1938 inaugurò a Gang Patikee, grazie a numerose donazioni, una scuola per i bambini poveri cinesi etnici, ma di fatto aperta a qualunque altra etnia. Era anche membro della sezione delle Indie della Croce Rossa e riconosciuto per il suo grande operato umanitario. Organizzò in varie città delle colonie (tra cui Yogyakarta e le succitate Semarang e Surabaya) fiere notturne e aste, durante le quali si improvvisò venditore di bevande e snack per raccogliere offerte per inviare aiuti in Cina, che in quel periodo stava combattendo contro l'Impero del Giappone.

### L'arresto (giugno-dicembre 1938)
Dopo una delle fiere di Yogyakarta, Pah Wongso venne arrestato e tenuto nella prigione di Struiswijk a Bataviaper per aver scritto una lettera minatoria a Liem Tek Hien, che aveva rifiutato di pagare dieci fiorini per un bastone da passeggio che sosteneva di non aver mai acquistato. Fu accusato di «tentata estorsione e trattamento spiacevole». Il caso venne ampiamente seguito dalla comunità cinese nelle Indie, tanto che la rivista Keng Po istituì un fondo di difesa nei suoi confronti, che raccolse più di milletrecento fiorini a metà giugno 1938 e duemila a fine del mese. Il caso venne portato in tribunale il 24 giugno e, sebbene Liem si fosse rammaricato di averlo denunciato alla polizia, il pubblico ministero chiese una condanna di due mesi di detenzione, mentre la difesa volle l'assoluzione, o quantomeno uno sconto della pena.
Il 28 giugno il giudice emanò la condanna di un mese, pari al tempo che Pah Wongso aveva scontato, e questi fu rilasciato. Egli fece appello pregando per un'assoluzione, e ad agosto la sua pena venne ridotta a una multa di 25 cent. Allora impiegò il fondo di difesa che era stato raccolto da Keng Po, che nel frattempo aveva raggiunto la quota di quasi tremilacinquecento fiorini, per la fondazione di un'altra scuola per bambini poveri, la Pah Wongso Crèches, che aprì l'8 agosto al 20 Blandongan St. a Batavia. Alla fine dell'anno partecipò a una marcia contro l'uso di oppiacei e la sua presenza venne ben documentata in un numero speciale di Fu Len.

### Il picco di popolarità e le produzioni cinematografiche della Star Film (1939-1941)
Nel 1939 sopra la scuola di Blandongan, che contava più di duecento studenti cinesi etnici e indigeni, venne realizzato, con un investimento di mille fiorini, un ufficio di collocamento, che a novembre fu in grado di aiutare ventidue persone a trovare un impiego. Pah Wongso intanto aveva raggiunto il picco di popolarità nella comunità cinese, tenendo ad ottobre una conferenza per un pubblico di oltre mille persone al Queens Theatre di Batavia in cui aveva protestato contro le cattive condizioni lavorative nelle Indie.
Nel 1941 la Star Film decise di capitalizzare sul suo prestigio e sulla sua fama realizzando due lungometraggi da lui stesso interpretati: il primo fu Pah Wongso Pendekar Boediman, in cui egli vestiva i panni di un venditore di noci che indaga sull'omicidio di un ricco hajji e che riscontrò un grande successo di pubblico, anche se il giornalista Saeroen suggerì che ciò era principalmente dovuto non alla qualità artistica in sé dell'opera, ma alla popolarità del protagonista; il secondo, del dicembre dello stesso anno, Pah Wongso Tersangka, era un altro investigativo contaminato però dalla commedia, dove Wongso era sospettato di un crimine. In un articolo per il periodico Pertjatoeran Doenia dan Film, un giornalista che si firmò solo "S." ne elogiò gli inserti comici, i primi nell'industria cinematografica delle Indie, e garantì che la pellicola «avrebbe lasciato il pubblico a rotolarsi dalle risate».

### L'occupazione giapponese e il ritorno in Indonesia (1942-1957)

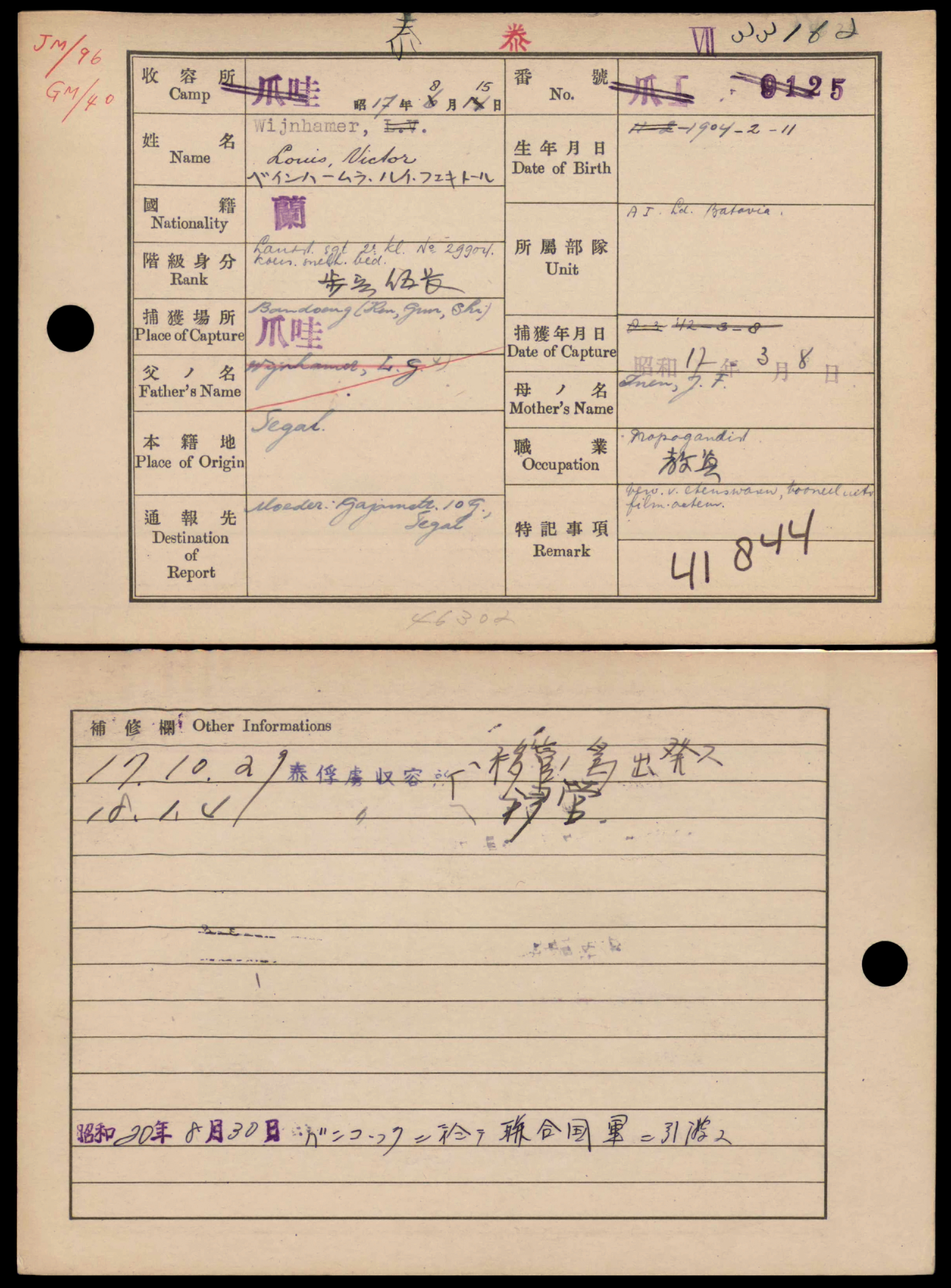
La carta di registrazione di Wongso sotto le forze di occupazione giapponesi (1945)

Nel marzo 1942 l'Impero del Giappone prese le Indie orientali olandesi e Pah Wongso venne catturato a Bandung l'8 del stesso mese; trascorse tre anni in una serie di campi di concentramento nel sud-est asiatico, in Thailandia, a Singapore e nella Malesia britannica. Poté far ritorno in madrepatria, che nel frattempo era diventata l'Indonesia, soltanto nel 1948, quando istituì l'ufficio sociale Tulung Menulung. Iniziò a lavorare per la filiale di Giacarta della Bond Motors, gestendo la Djakartan Motor Vehicles Association e fondò la testata giornalistica per autisti disoccupati Sarekat Boeroeh Mobil. A metà degli anni cinquanta incontrò il presidente Sukarno e nel 1957 venne pubblicata una biografia su di lui.

### Gli ultimi anni (1957-1975)
Pah Wongso continuò a raccogliere fondi per la Croce Rossa vendendo arachidi fritte e a gestire la sua scuola a Blandongan (che ormai vedeva studenti provenienti da isole diverse da Giava) e l'ufficio di collocamento; formò ragazzi e ragazze come camerieri, giardinieri e fattorini e li aiutò ad essere assunti presso i rispettivi datori di lavoro. A tal proposito, il De Nieuwsgier riportò la storia di un giovane di Bengkulu, che, recatosi a Giava per studiare e derubato di tutti i suoi averi mentre era a Giacarta, ricevette una mano da Wongso a trovare un'occupazione.
Entrambe le istituzioni furono poi gestite dalla Pah Wongso Foundation negli anni settanta, la quale diede lavoro a oltre mille donne e undicimila uomini, con gli annunci dei lavoratori pubblicati in indonesiano e olandese. La fondazione fornì inoltre dei servizi di stampa, scrivendo lettere su richiesta anche in inglese, oltre che nelle due sopracitate lingue e fornì spettacoli wayang con quattro tipi di burattini. Pah Wongso morì a Giacarta il 13 maggio 1975.

## Vita privata
Pah Wongso ebbe due sorelle, entrambe insegnanti: Johanna Eleanora Wijnahmer e Victorine Eveline Wijnhamer, la quale fu vittima di guerra e morì il 12 ottobre 1944 nel campo di Cimahi durante l'occupazione giapponese. Nel 1938 si sposò con Gouw Tan Nio (16 aprile 1916 – 6 febbraio 2004), che cambiò il suo nome in Leny Wijnahmer. Ebbe sei figli: Louis, Leo, Lionga, Lily, Francina e uno ignoto. I primi tre furono naturalizzati olandesi (rispettivamente il 18 novembre 1978, il 5 aprile 1972 e il 25 marzo 1974), mentre gli altri con molta probabilità rimasero in Indonesia.

## Filmografia

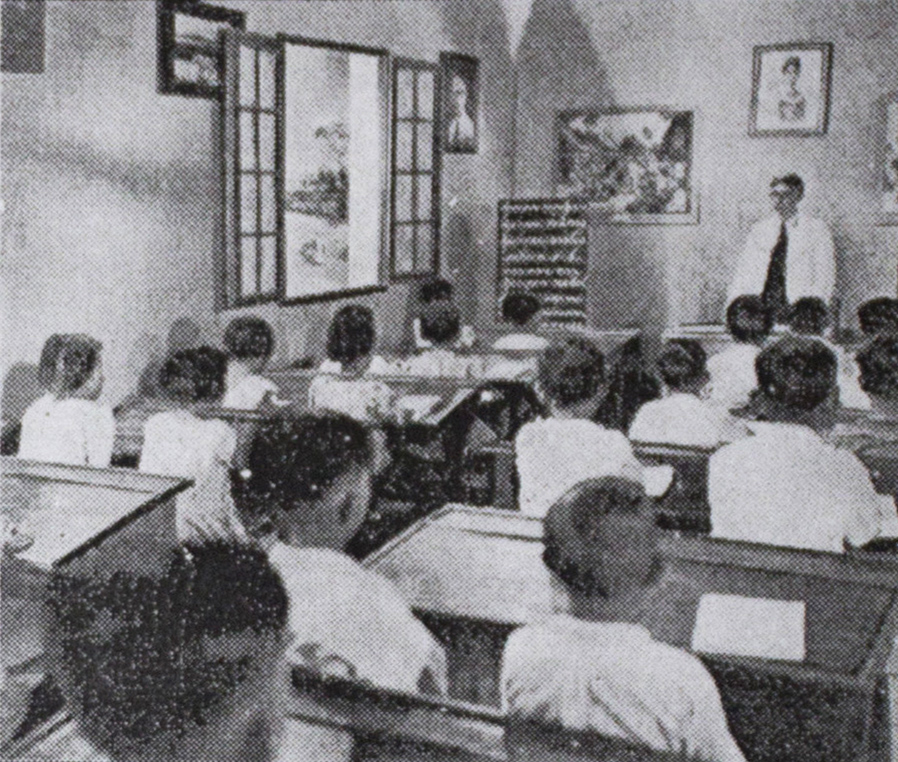
Pah Wongso mentre insegna ad una scolaresca in una scena di Pah Wongso Pendekar Boediman

- Pah Wongso Pendekar Boediman, regia di Jo Eng Sek (1941)
- Pah Wongso Tersangka, regia di Wu Tsun (1941)

## Opere
- (ID) Pah Wongso, Siapa Pah Wongso? (L.V. Wijnhamer): Instinknja: Urus Anak Terlantar dan Béla jang Tertindas, 1951 circa, OCLC 815201816.